# Troiițke, Peatîhatkî
Troiițke (în ucraineană Троїцьке) este localitatea de reședință a comunei Troiițke din raionul Peatîhatkî, regiunea Dnipropetrovsk, Ucraina.

## Demografie
Componența lingvistică a localității Troiițke
     Ucraineană (97,5%)
     Rusă (1,25%)
     Alte limbi (0,25%)
Conform recensământului din 2001, majoritatea populației localității Troiițke era vorbitoare de ucraineană (97,5%), existând în minoritate și vorbitori de rusă (1,25%).